# Racibórz
Racibórz (pronunțat [raˈt͡ɕibuʂ] ⓘ, română Ratibor, germană Ratibor, cehă Ratiboř, sileziană Racibōrz) este un oraș în Polonia.

## Personalități născute aici
- Justyna Święty-Ersetic (n. 1992), atletă.